# Eyrarbakki
Eyrarbakki – rybacka miejscowość w południowo-zachodniej Islandii, nad Oceanem Atlantyckim, w pobliżu ujścia rzeki Ölfusá, około 10 km na południe od miasta Selfoss. Wchodzi w skład gminy Árborg, położonej w regionie Suðurland. Na początku 2018 roku zamieszkiwało ją 526 osób.
Od XII w. było to jedno z największych miast Islandii. Dziś miejscowość rozwija się znacznie wolniej niż dawniej. W Eyrarbakki urodził się Bjarni Herjólfsson, pierwszy Europejczyk, który zobaczył lądy Ameryki Północnej. 
W Eyrarbakki znajduje się więzienie, kościół (z 1890 roku) oraz najstarsza w Islandii szkoła podstawowa, założona w 1852 roku.
Miasteczko ma również 3 muzea:
- Byggððasafn Árnesinga (Húsið) – Muzeum Folkloru, znajdują się tutaj eksponaty związane z historią miasta
- Sjóminjasafnið á Eyrarbakka – Muzeum Morskie
- Söfnin – Muzeum Folkloru